# Jack Murdoch
John Lawrence Cosgrave "Jack" Murdoch (ur. 18 lipca 1908 w Toronto, zm. 10 października 1944 w okolicach Terneuzen) – kanadyjski wioślarz i oficer, brązowy medalista olimpijski.
Wystąpił na igrzyskach olimpijskich w Amsterdamie w 1928, gdzie Kanadyjczycy w składzie: Frederick Hedges, Frank Fiddes, John Hand, Herbert Richardson, Jack Murdoch, Athol Meech, Edgar Norris, William Ross i John Donnelly (sternik) zdobyli brązowy medal w ósemkach. W półfinale walkę o awans przegrali o 1,8 sekundy z reprezentacją USA, która ostatecznie zdobyła złoty medal. Był to jego jedyny start olimpijski.
Reprezentował barwy Argonaut Rowing Club.
Po wybuchu II wojny światowej wstąpił do Royal Canadian Artillery. Zginął w trakcie bitwy o Skaldę, w chwili śmierci posiadał stopień kapitana.